# Mesenochroa guatemalteca
Mesenochroa guatemalteca är en fjärilsart som beskrevs av Felder 1874. Mesenochroa guatemalteca ingår i släktet Mesenochroa och familjen björnspinnare. Inga underarter finns listade i Catalogue of Life.